# Greenwiški srednji čas
Greenwiški srednji čas (angleško Greenwich Mean Time; kratica GMT) je poskus splošne uskladitve trenutnega časa. Temelji na predpostavki, da je trenutno veljaven čas, čas v Greenwichu, Anglija, skozi katerega poteka ničelni poldnevnik. Ostali svetovni časi se nato določijo glede na geografsko dolžino npr. GMT +3 v Moskvi, GMT -8 na Tihem oceanu ...
V Sloveniji uporabljamo ali GMT +1 (srednjeevropski zimski čas), ali pa GMT +2 (srednjeevropski poletni čas).
GMT je nenatančen (spreminjanje vrtilne osi Zemlje, spreminjanje hitrosti vrtenja Zemlje okrog lastne osi), zato ga izpodriva UTC, ki temelji na atomskem času. 